# Gyula Kellner
Gyula Kellner (Budapest, 1 d'abril de 1871 - Szolnok, 28 de juliol de 1940) fou un atleta hongarès que va prendre part en els Jocs Olímpics d'Atenes de 1896.
Kellner fou un dels 17 atletes que va prendre part en la cursa de la marató. Acabà la cursa en quarta posició, però quan el tercer acabà, Spiridon Belokas, s'adonaren que una part del recorregut l'haviat fet en carro, per la qual cosa fou desqualificat i Kellner fou premiat amb la tercera posició. El seu temps fou de 3h 06' 35".